# Glückskinder
Glückskinder ist eine 1936 im Stil amerikanischer Screwball Comedies gedrehte, deutsche Filmkomödie mit dem Traumpaar des deutschen Films der 1930er Jahre, Lilian Harvey und Willy Fritsch, in den Hauptrollen. Regie führte Harveys damaliger Lebensgefährte Paul Martin. Der in New York City spielende Film erlebte seine Uraufführung am 18. September im Berliner Gloria-Palast.

## Handlung
Hopkins, der Gerichtsreporter der New Yorker Morning Post, ist zu betrunken, als dass er einen angesetzten Termin beim Schnellgericht wahrnehmen könnte. Daher bittet er seinen Kollegen Stoddard, ihn zu vertreten. Doch der hat keine Lust dazu und sucht einen Dummen, dem er diesen ungeliebten Termin aufhalsen kann. Da kommt Gil Taylor, der Lyriker unter den Zeitungsreportern, wie gerufen. Seine Texte liegen bislang bleischwer in der Ablage des Chefredakteurs und werden wohl ewig darauf warten, abgedruckt zu werden. Gil übernimmt den Job, anfänglich mit einem Höchstmaß an Unlust, da vor dem Schnellgericht, wie er meint, eh nur langweilige Alltagsfälle behandelt werden.
Sein Interesse wird jedoch schlagartig geweckt, als der Fall der blonden Ann Garden behandelt wird. Sie wird wegen Herumlungerns und Vagabundierens angeklagt, hat keine Bleibe und weckt in Taylor den Beschützerinstinkt. Er springt von der Zuschauerbank auf und ruft dem Schnellrichter zu „Ich kenne die Dame, Euer Gnaden!“. Allgemeine Verwunderung macht sich breit – vor allem bei der Angeklagten. Dann legt Gil noch nach: „Ja, wir sind sogar verlobt, möchten bald heiraten … am liebsten heute statt morgen…“ Der Schnellrichter lächelt hintersinnig und scheint der Angelegenheit nicht zu trauen. Er zitiert daher innerhalb von zwei Minuten einen Standesbeamten herbei, und umgehend sind die beiden Unbekannten miteinander verheiratet. Die Reporterkollegen schreiben grinsend mit, die Blitzlichter der Fotografen verewigen diesen Akt „wahrer Liebe“, und wenig später findet sich das frisch vermählte Paar verdutzt auf der Straße wieder.
Bei Hering mit Pellkartoffeln im nächsten Diner lernen sich beide erst einmal kennen. Doch so unschuldig, lieb und harmlos wie Ann Garden scheint, ist sie nun auch wieder nicht. Sie hat es offensichtlich faustdick hinter den Ohren. Sie spottet über Gil und zeigt nicht die geringste Lust, ihm etwas von sich zu erzählen. Da Ann keine Bleibe hat und Gil nur ein Bett daheim, wird das Thema „Hochzeitsnacht“ zu einem echten Problem. Dies wird gelöst mit einem langen Brett, auf dem Gil seine Kakteensammlung aufgereiht hat und das nun zur nächtlichen Trennbarriere zwischen den Kissen umfunktioniert wird.
Am nächsten Tag ist die Schnellehe vor dem Schnellgericht der Gesprächsstoff in ganz New York. Nahezu sämtliche Zeitungen sind voll davon, und das Paar kommt auf diese Weise zu ungewollter Prominenz. Nur ausgerechnet die Morning Post erwähnt die Vorkommnisse mit keiner einzigen Silbe. Chefredakteur Manning kocht vor Wut und feuert Gil augenblicklich. Als sich Taylors Ex-Kollegen Frank Black und Stoddard für ihn verwenden wollen, wirft Manning auch sie hochkant hinaus.
Aber auch eine andere Meldung beherrscht derzeit New Yorks Blätterwald. Die Nichte des Ölmagnaten Jackson soll spurlos verschwunden sein. Ihr markantes Zeichen: Sie hat einen Leberfleck auf der Schulter. Es dauert nicht lange, da geht den dreien vermeintlich ein Licht auf: Ann muss besagte Nichte sein. Und bei näherem Hinsehen ist ganz klar, dass sie diesen Leberfleck hat. Gil schäumt vor Wut; er glaubt, dass sich die verzogene Dollarprinzessin die ganze Zeit nur einen Spaß mit ihm erlaubt hat und ihn an der Nase herumführt. Er packt Ann in sein Auto und fährt schnurstracks zur Villa des Ölmagnaten. Dort lädt er sie ab und braust wieder davon.
Mr. Jackson versteht kein Wort: Das Mädchen ist nicht seine Nichte! Die kesse junge Dame macht ihm jedoch einen originellen Vorschlag. Wie wäre es, wenn sie in nächster Zeit tatsächlich seine Nichte spielen würde? Wenn diese tatsächlich, wie vermutet, entführt wurde, könnten die Kidnapper ganz schön in Verwirrung geraten und die falsche echte Nichte freilassen. Der Öltycoon ist begeistert und willigt ein. Am Abend treten Onkel und 'Nichte' Ann erstmals gemeinsam in der Öffentlichkeit auf, als sie die Oper besuchen. Derweil haben Frank und Stoddard ihre Wiedereinstellung bei der „Morning Post“ erreicht, in dem sie mit ihrer Reportage über das glückliche Auffinden der Jackson-Nichte einen vermeintlichen Scoop gelandet haben. Allmählich dämmert es jedoch Gil, dass das mit ihm verheiratete Mädchen doch nicht die Nichte sein kann und der Leberfleck auf der Schulter nur ein Trick ist.
Gil will Ann mit seiner Mutmaßung in der Oper konfrontieren und gerät dabei an einen Hünen, mit dem er sich schon einmal gerauft hatte. Gil will es dem Kerl heimzahlen und einen Kinnhaken verpassen, trifft aber versehentlich den Feuermelder. Die Feuerwehr rückt an, die Polizei sperrt das Gelände ab, und die Opernbesucher strömen ins Freie. Der Mann, mit dem sich Gil gerade prügeln wollte, „rettet“ Ann im Gedränge und braust mit ihr in seinem Wagen davon. Taylor und seine Reporterfreunde rasen ihm hinterher, ebenso der falsche „Onkel“ Mr. Jackson. Vor einem Haus vor den Toren New Yorks endet die Verfolgungsjagd. Sie folgen dem „Entführer“ Anns bis in seine Wohnung.
Dort kommt es zu einem wilden Handgemenge zwischen den anwesenden Herren, bis plötzlich eine weitere Frau auftaucht. Es ist Molly, die echte Jackson-Nichte! Dann klärt sich alles auf. Der „Entführer“ ist ein Boxer namens Brown und hat heimlich die mit ihm durchgebrannte Nichte Mr. Jacksons geheiratet – erwartungsgemäß gegen dessen Willen. In dieser Wohnung hatten sich die beiden die ganze Zeit versteckt gehalten. Alle sind zufrieden: Jackson ist selig, seine (nunmehr verheiratete) Nichte zurückzubekommen, Gil kann seine Ann nun wirklich in die Arme schließen, und Chefredakteur Manning hat den Knüller schlechthin für seine nächste Ausgabe. Aber wer ist nun Ann wirklich … ?

## Produktionsnotizen
Gedreht wurde Glückskinder vom 23. Mai bis Juli 1936 im UFA-Atelier Neubabelsberg.
In Deutschland erhielt er im September 1936 das Prädikat künstlerisch wertvoll.
Die Hauptaktiva dieses Films sind vor allem die Dialoge aus der Feder von Curt Goetz, die sich durch eine für das NS-Kino jener Jahre völlig unübliche Kessheit, Frische und Originalität auszeichnen, sowie die schwungvolle Musik Peter Kreuders. Sein Schlager Ich wollt‘ ich wär‘ ein Huhn, ein Foxtrott, entwickelte sich zu einem Gassenhauer. Den Text dazu lieferte Hans Fritz Beckmann. Ein weiterer Hit wurde das Lied Das Fräulein Niemand liebt den Herrn Sowieso, ein langsamer Foxtrott.
Die Kostüme entwarf Manon Hahn, die Bauten schuf Erich Kettelhut.
Parallel zur deutschen Originalversion entstand eine französische Sprachfassung unter dem Titel Les gais lurons. Neben der Harvey, die auch ihren französischsprachigen Part übernahm, spielte, wie schon in den vergangenen Jahren, Henri Garat die Fritsch-Rolle. Mit diesem Film endete die zu Beginn des Tonfilmzeitalters 1930 begonnene Tradition, von deutschen Filmen französische Fassungen herzustellen.
Die Idee zu Glückskinder entstand in adaptiver Anlehnung an den Hollywood-Film Es geschah in einer Nacht (It Happened One Night, 1934) von Frank Capra mit Clark Gable und Claudette Colbert in den Hauptrollen, der zuvor erfolgreich in den deutschen Kinos lief. In einigen Szenen nimmt der Film sogar direkten Bezug auf das amerikanische Original, etwa wenn Willy Fritsch während der Textzeile „Ich wollt' ich wär' Clark Gable“ innerhalb des Musikstücks Ich wollt' ich wär' ein Huhn mit einer Geste nicht nur den Schnurrbart Gables nachzeichnet, sondern zugleich mit seinem Daumen dessen Tramper-Szene des Films imitiert.
1950 wurde Glückskinder in der Bundesrepublik wiederaufgeführt. Seine Erstausstrahlung im deutschen Fernsehen erfolgte am 4. März 1957 in der ARD.

## Neue Restaurierung
2012 wurde Glückskinder im Auftrag der Friedrich-Wilhelm-Murnau-Stiftung von der CinePostproduction GmbH aufwändig restauriert. Eine Nitrokopie von der Deutschen Kinemathek – Museum für Film und Fernsehen, Berlin diente als Hauptmaterialquelle der Restaurierung. Der Scan und die Bearbeitung erfolgten in 2K Auflösung. Zur Ergänzung von Fehlstellen in der Nitrokopie konnte auf eine Sicherungskopie des Bundesarchiv Filmarchiv Berlin zurückgegriffen werden. Für die Tonrestaurierung wurden die gleichen Quellmaterialien verwendet.
Die restaurierte Fassung erlebte ihre Uraufführung am 13. Februar 2013 bei der Berlinale in der Retrospektive „The Weimar Touch“, in deren Rahmen deutsche und internationale Filme präsentiert wurden, die von der Weimarer Filmkultur geprägt sind.

## Kritik
Das große Personenlexikon des Films nannte Glückskinder eine „wortwitzige und vor Ironie sprühende Harvey-Fritsch-Komödie.“ und erinnerte daran, dass der mit Ein blonder Traum zu Filmruhm gekommene Regisseur Martin „mit dem pointenreichen, dank Curt Goetz’ Mitarbeit dialogflotten Lustspiel … erneut einen überragenden Erfolg“ landen konnte.
In Buchers Enzyklopädie des Films ist zu lesen: „Dank des witzsprühenden Buches, bei dem vor allem die geschliffenen Dialoge von Curt Goetz begeistern, zu dem aber auch das dramaturgische Geschick R. A. Stemmles einen wesentlichen Teil beigetragen hat, ist diese Komödie eine von ganz wenigen des deutschen Films, die ihr Vorbild, die amerikanische Screwball-Komödie, nicht nur kopieren, sondern auch mit deren besten Vertretern konkurrieren können.“
Das Lexikon des internationalen Films lobte: „Temperamentvolles Lustspiel im Stil der amerikanischen ‚screwball comedies‘ der dreißiger Jahre. Dank straffer Regie und schauspielerischer Präsenz, der schlagfertigen Dialoge von Curt Goetz und Peter Kreuders komisch verjazzter Songs ein ungetrübtes Vergnügen.“
Im Film-Magazin Cinema heißt es: „Gewitzt und voller spritziger Dialoge.“